# Middleport (Pennsilvània)
Middleport és una població dels Estats Units a l'estat de Pennsilvània. Segons el cens del 2000 tenia 458 habitants.

## Demografia
Segons el cens del 2000, Middleport tenia 458 habitants, 196 habitatges, i 121 famílies. La densitat de població era de 411,2 habitants per quilòmetre quadrat.
Dels 196 habitatges en un 25% hi vivien nens de menys de 18 anys, en un 47,4% hi vivien parelles casades, en un 10,7% dones solteres, i en un 37,8% no eren unitats familiars. En el 34,2% dels habitatges hi vivien persones soles el 20,9% de les quals corresponia a persones de 65 anys o més que vivien soles. El nombre mitjà de persones vivint en cada habitatge era de 2,34 i el nombre mitjà de persones que vivien en cada família era de 3,04.
Per edats la població es repartia de la següent manera: un 22,1% tenia menys de 18 anys, un 6,3% entre 18 i 24, un 28,2% entre 25 i 44, un 20,1% de 45 a 60 i un 23,4% 65 anys o més.
L'edat mediana era de 40 anys. Per cada 100 dones de 18 o més anys hi havia 93 homes.
La renda mediana per habitatge era de 30.114 $ i la renda mediana per família de 34.688 $. Els homes tenien una renda mediana de 30.333 $ mentre que les dones 18.750 $. La renda per capita de la població era de 13.931 $. Entorn del 10,3% de les famílies i el 9,5% de la població estaven per davall del llindar de pobresa.

## Poblacions més properes
El següent diagrama mostra les poblacions més properes.